# Казахстанска степа
Казахстанска степа (каз. Қазақ даласы, такође Uly dala, Ұлы дала "Great Steppe"), такође названа Велика Дала, је огроман регион отворених травњака у северном Казахстану и суседним деловима Русије. Лежи источно од понтске степе и западно од степе долине Емин, са којом чини део евроазијске степе. Казахстанска степа је екорегија умерених пашњака, савана и биома шибља у Палеарктичком царству. Пре средине деветнаестог века звала се Киргишка степа, 'Киргизи' је стара руска реч за Казахстанце.

## Основне информације
Казахтанска степа се простире на више од 2.200 км од подручја источно од Каспијске депресије и северно од Аралског мора, све до планине Алтај. То је највећа сува степска област на земљи, која покрива око 804.450 квадратних километара. Казахстанска степа лежи на јужном крају Уралских планина, традиционалне линије раздвајања између Европе и Азије. Велики део степе се сматра полупустињом, која прелази у пустињу како се иде јужније. Туранска низија лежи у југозападном делу степе, али се надморска висина повећава како се путује на исток или ка северним деловима степе, са неколико изузетака.
Понтска степа лежи на западу и северозападу. На северу и североистоку од казахстанске степе лежи Казахстанска шумска степа, екорегија борових шумарака испресецана травнатим површинама који чине прелаз између казахстанске степе и шума Сибира. На југу се налази казахстанска полупустиња и казахстански планински екорегиони. Масив Кокшетај у северном централном Казахстану представља енклаву казахстанске планине, која се разликује од казахстанске степе која га окружује на нижим надморским висинама

### Клима
Регион има полусушну, континенталну климу. Већина подручја спада у хладну семи-аридну (БСк) класификацију према Кепеновом систему класификације климе, иако је влажнији север класификован као влажни континентални (Дфа/Дфб). Степа прима између 200 and 400 mm (8 and 16 in) падавина у просеку годишње, са више падавина у северним областима. Просечне максималне температуре крећу се од 20 to 26 °C (68,0 to 78,8 °F) у јулу и од −12 to −18 °C (10,4 to −0,4 °F) у јануару. Веома јаки ветрови повремено дувају кроз равницу.
| Клима Астана                | Клима Астана | Клима Астана | Клима Астана | Клима Астана | Клима Астана | Клима Астана | Клима Астана | Клима Астана | Клима Астана | Клима Астана | Клима Астана | Клима Астана | Клима Астана |
| Показатељ \ Месец           | .Јан.        | .Феб.        | .Мар.        | .Апр.        | .Мај.        | .Јун.        | .Јул.        | .Авг.        | .Сеп.        | .Окт.        | .Нов.        | .Дец.        | .Год.        |
| --------------------------- | ------------ | ------------ | ------------ | ------------ | ------------ | ------------ | ------------ | ------------ | ------------ | ------------ | ------------ | ------------ | ------------ |
| Апсолутни максимум, °C (°F) | 4 (39)       | 5 (41)       | 22 (72)      | 30 (86)      | 36 (97)      | 40 (104)     | 42 (108)     | 39 (102)     | 36 (97)      | 27 (81)      | 19 (66)      | 5 (41)       | 42 (108)     |
| Максимум, °C (°F)           | −12 (10)     | −11 (12)     | −4 (25)      | 9 (48)       | 19 (66)      | 25 (77)      | 27 (81)      | 24 (75)      | 18 (64)      | 8 (46)       | −2 (28)      | −9 (16)      | 7 (45)       |
| Просек, °C (°F)             | −15 (5)      | −15 (5)      | −9 (16)      | 5 (41)       | 13 (55)      | 19 (66)      | 21 (70)      | 18 (64)      | 12 (54)      | 4 (39)       | −6 (21)      | −12 (10)     | 3 (37)       |
| Минимум, °C (°F)            | −21 (−6)     | −21 (−6)     | −15 (5)      | −2 (28)      | 5 (41)       | 11 (52)      | 13 (55)      | 11 (52)      | 5 (41)       | −1 (30)      | −11 (12)     | −18 (0)      | −3 (27)      |
| Апсолутни минимум, °C (°F)  | −52 (−62)    | −49 (−56)    | −38 (−36)    | −28 (−18)    | −11 (12)     | −2 (28)      | 2 (36)       | −2 (28)      | −8 (18)      | −26 (−15)    | −39 (−38)    | −44 (−47)    | −52 (−62)    |
| Количина падавина, mm (in)  | 22 (0,87)    | 14 (0,55)    | 19 (0,75)    | 21 (0,83)    | 31 (1,22)    | 40 (1,57)    | 50 (1,97)    | 37 (1,46)    | 26 (1,02)    | 27 (1,06)    | 20 (0,79)    | 22 (0,87)    | 327 (12,87)  |
| [ тражи се извор ]          |              |              |              |              |              |              |              |              |              |              |              |              |              |

## Флора
Због мале количине падавина, степа има мало дрвећа, а садржи углавном травнате површине и велике делове пешчаних површина. Типична вегетација укључује перјаницу (Стипа), пелин (Артемисиа (род) и власуље (Фестуца).

## Фауна
Животиње које се могу наћи у степама Казахстана укључују антилопу Сајга, сибирске срне, вукове, лисице, јазавце, монголске гербиле и степске корњаче.

## Становништво
Западни део казахстанске степе је веома ретко насељен, између два и три становника по квадратном километру. Како се креће на исток преко равница, густина насељености се повећава на између четири и седам људи по квадратном километру. Казахстанци чине већину људи који живе у овој области. Русија изнајмљује око 7.360 квадратних километара у јужном делу степе за најстарије свемирско лансирно постројење на свету, космодром Бајконур .

## Повезано
- Сарјарка — степе и језера северног Казахстана
- Степски пут
- Листа екорегиона у Русији